# Canada 1930-1940
Nadat Canada in 1926 autonoom was verklaard door de keizerlijke conferentie, volgde in 1931 de onafhankelijkheid, door toedoen van het Statuut van Westminster. Hieruit ontstond ook het Britse Gemenebest (= Commonwealth), waarin de voormalige kolonies van Groot-Brittannië vertegenwoordigd werden.

## De crisis
Op de Imperial Conference van Ottawa in 1932 werden maatregelen getroffen ter bestrijding van de economische crisis van 1929. Die maatregelen werden mee ingegeven door het feit dat Europa zich stilaan herstelde van de Eerste Wereldoorlog, waardoor de afzetmarkt van Canada sterk inkromp. Voor de crisis werd een derde van het bruto nationaal product ingenomen door de export van graan, pulp en papier, mineralen en afgewerkte producten. De prijs van het graan stortte in en bovendien werd Canada geteisterd door grote droogtes, waardoor er geen winst meer gemaakt kon worden door het land te bewerken. Later, in 1937, zou Canada bovendien kampen met een sprinkhanenplaag die de crisis verder in de hand werkte.
De conservatieve premier Richard Bedford Bennett (1930-1935) slaagde er niet in de crisis af te wenden, zodat de werkloosheid verdubbelde tussen 1930 en 1936, terwijl het gemiddeld jaarlijks inkomen halveerde.
Op 23 oktober 1935 kwam de liberale partij aan de macht en zo werd William Mackenzie King premier van Canada. Hij bekleedde die functie nog toen op 1 september 1939 de Tweede Wereldoorlog uitbrak, waardoor zijn plannen om de crisis te bezweren, uitgesteld dienden te worden.

## Canada in de Tweede Wereldoorlog
Op 10 september 1939 kreeg Duitsland een oorlogsverklaring van Canada, dat zich door zijn lidmaatschap van het Commonwealth in het kamp van de geallieerden bevond.
De crisis belette Canada echter de geallieerden van volledige steun te voorzien.
Voor de oorlog, in juni 1939, had Canada slechts een klein permanent leger, maar uiteindelijk mobiliseerde Canada ongeveer een miljoen manschappen. Door de plotse groei van het aantal manschappen was het leger echter onvoldoende uitgerust.
De greep van Duitsland op Polen werd versterkt en nadat ook de Sovjet-Unie het land was binnengevallen, gaf Polen zich over. Omdat de geallieerden zich moesten voorbereiden op de oorlog, bleven de gevechten op dit moment beperkt. De media sprak hierdoor van een “Sitzkrieg” of “Phoney War”, wat eigenlijk “Onechte Oorlog” oorlog betekende. Eigenlijk ging het gewoon om een soort rustpauze.
Naar aanleiding van de Sovjetinval in Polen bereidde Canada zijn “Action Plan” voor. Dit plan bestond uit de volgende elementen:
- bescherming van het eigen territorium
- twee infanteriedivisies naar het front
- training van Commonwealth-piloten op Canadese grond
- oprichting van een Bevoorradingsdepartement
- Rantsoeneringdepartement
- hoge belasting op extreme winsten
- oprichting van een Censuurcommissie

Door het aanmoedigen van het BCATP (British Commonwealth Training Plan) kreeg Canada de bijnaam “the Aerodrome of Democracy” – “het Vliegveld van de Democratie”.